# Torch song
Nella tradizione americana viene definita torch song (letteralmente "canzone torcia") una canzone d'amore nella quale il cantante canta di un amore non ricambiato o perduto, o di un amore nel quale uno dei due amanti è ignaro dell'esistenza dell'altro, oppure uno dei due amanti è partito, o ancora una relazione rovinata da un intrigo romantico. La metafora del "portare la torcia" per indicare il preseverare in un amore non corrisposto compare espressamente nella canzone popolare Jim (musica: James Caesar Petrillo e Milton Samuels, testo di Nelson Shawn) torch song pubblicata nel 1941 e interpretata, fra le altre, da Billie Holiday, Sarah Vaughan, Ella Fitzgerald e Aretha Franklin:
But even if he does you can believe me

I'll go on carryin' the torch for Jim.

I'll go on lovin' my Jim.»
Ma anche se lo farà, puoi credermi,

Seguiterò a portare la torcia per Jim

Continuerò ad amare il mio Jim.»
Il relativo appellativo torch singer è stato tradizionalmente riferito a voci femminili nel cui repertorio trovavano posto soprattutto canzoni di questo tipo, ma in seguito è stato impiegato anche per indicare cantanti uomini.
Le torch song sono più una nicchia che un genere, estrapolata dalla tradizione del canto jazz dal momento che seguono una struttura melodica blues. Alcuni esempi di torch songs sono: Can't Help Lovin' Dat Man (1927), Lili Marlene (1938), One for My Baby (1943), The Man That Got Away (1954), Ne me quitte pas (1959), Losing My Mind (1971) e And I Am Telling You (1982).